# مقاطعة واشنطن (إنديانا)
مقاطعة واشنطن هي مقاطعة في إنديانا، بلغ عدد سكانها 28٬262  نسمة، في 2010، عاصمتها سالم، تبلغ مساحتها 1٬337 كيلومتر مربع.

## الموقع
تشترك في الحدود مع:
- مقاطعة جاكسون
- مقاطعة هاريسون (إنديانا)
- مقاطعة كروفورد
- مقاطعة أورانج
- مقاطعة فلويد
- مقاطعة سكوت
- مقاطعة كلارك
- مقاطعة لورانس.

## التقسيمات الإدارية
- سالم.

## أعلام
- إدغار د. بوش
- توماس إي. شيروود